# Cornelio Rodriguez
Cornelio Saavedra Rodríguez (1821 – 7 de abril de 1891) foi um político e militar chileno que desempenhou papel importante na ocupação da Araucanía.
Seus pais foram Manuel Saavedra Cabrera, filho do presidente da Primeira Junta de governo das Províncias Unidas do Rio da Prata, Cornelio Saavedra, e Josefina Rodriguez Salcedo. Casou-se com Dorotea Rivera Serrano, filha do general chileno Juan de Dios Rivera y Freire de Andrade e María del Rosario Serrano Galeazo de Alfaro. Aos 15 anos, entrou para a academia militar, graduando-se como segundo-tenente de infantaria do exército chileno no ano seguinte. Em 1837, ele foi designado para o Batalhão de Chillán, onde ele passou a tenente, com a idade de 17 anos. Em 1847, ele foi promovido ao posto de sargento-mor e aposentou-se do serviço ativo por motivo de saúde, em 1849. Dois anos mais tarde, ele foi chamado para participar de 1851 Revolução para derrubar o Presidente recém-eleito Manuel Montt e revogar a Constituição de 1833. Em 1857 foi nomeado prefeito e comandante de armas da Arauco, em cujo cuidado tinha para reprimir a revolta das províncias do sul, durante a revolução de 1859. Que ano ele foi reintegrado ao Exército com a patente de sargento-mor. Cornelio Saavedra Rodríguez tomou posse como Comandante-Geral da Marinha Chilena em 1860, mas deixou o cargo o mesmo ano. Em 1862, ele foi promovido a tenente-coronel. 

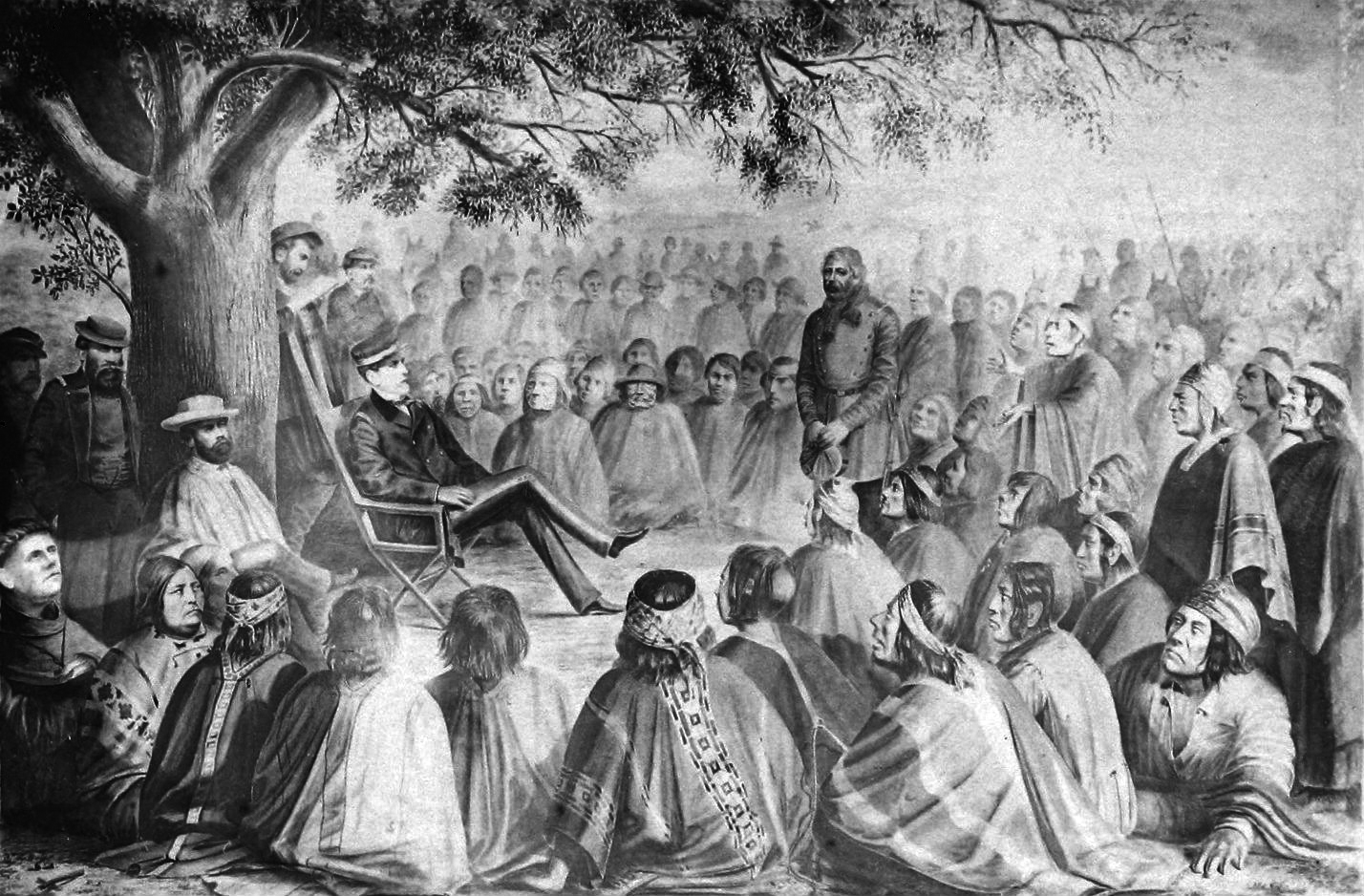
Cornelio Saavedra Rodríguez, em reunião com as principais loncos de Araucanía, em 1869

Saavedra apresentou um projecto de plano do Presidente Manuel Montt para avançar no território Chileno, ao sul de La Frontera (composto de Bio Bio Rio), um plano que foi rejeitado. Após o incidente envolvendo o Francês Orélie-Antoine de Tounens, auto-proclamado Rei da Araucanía e Patagônia, declarando os territórios de seu "reino", sob a proteção da França, o Presidente José Joaquín Pérez Mascayano decidiu ocupar a área imediatamente Saavedra, que aprova o plano para a ocupação de la Araucanía, durante a sua primeira fase..
Ele liderou campanhas culminando com a apresentação dos Mapuche. A primeira fase consistiu na construção de fortalezas e pequenas aldeias ao longo do rio Malleco, entrando em território Mapuche (incluindo a fundação da cidade de Angol, em 1862). A segunda fase (1867-1869) foi decisivo no avanço, mas a terceira fase, em 1870, não foi bem sucedido e a levou para novas negociações.

Após a pacificação da Araucanía, ele participou da Guerra do Pacífico. Mais tarde, ele se aposentou da vida militar, foi feito um deputado para San Carlos, Chile (1861-1864), em Linares, no Chile (1864-1867), Carelmapu (1867-1870), Nacimiento, Chile e Angol (1870-1873) e Ministro da Guerra (1879).
1. ↑  Historia del Ejército de Chile, page 46